# 朱树豪
朱树豪，（英語：David Chu Shu-ho，1950年—2011年），生於香港，籍貫廣東饒平，中华人民共和国政治人物、第十一届全国政协委员。

## 生平
担任十一届全国政协提案委员会副主任、早年投資紙品廠其後曾任香港骏豪集团及觀瀾湖高爾夫球會主席。曾收購新昌營造丶新昌集團，2008年，当选第十一届全国政协委员，代表特邀香港人士，分入第五十三组。并担任提案委员会副主任。
朱與妻子育有六名子女，其中包括長子朱鼎健丶次子朱鼎耀丶女兒朱嘉盈等